# 普萊恩斯 (德克薩斯州)
普萊恩斯（英語：Plains）是一個位於美國德克薩斯州約克姆縣的城市。根據2010年美國人口普查，該地共人口1481人，而該地的面積約為2.60平方千米。同時該地也是約克姆縣的縣治。

## 地理
普萊恩斯的座標為33°11′25″N 102°49′39″W / 33.19028°N 102.82750°W，而該地的平均海拔高度為1110米（即3642英尺）。